# Европейски хамелеон
Европейският хамелеон (Chamaeleo chamaeleon) е вид влечуго от семейство Хамелеонови (Chamaeleonidae).

## Разпространение
Видът е разпространен в Алжир, Гърция, Египет, Западна Сахара, Йемен, Израел, Йордания, Ирак, Кипър, Либия, Ливан, Малта, Мароко, Саудитска Арабия, Сирия, Тунис и Турция. Внесен е в Испания, Италия и Португалия.